# La Revilla
La Revilla är en ort i Spanien.   Den ligger i provinsen Provincia de Burgos och regionen Kastilien och Leon, i den centrala delen av landet, 180 km norr om huvudstaden Madrid. La Revilla ligger 949 meter över havet och antalet invånare är 128.
Terrängen runt La Revilla är kuperad västerut, men österut är den platt. La Revilla ligger nere i en dal. Runt La Revilla är det mycket glesbefolkat, med 5 invånare per kvadratkilometer. Närmaste större samhälle är Salas de los Infantes, 3,9 km öster om La Revilla. Trakten runt La Revilla består i huvudsak av gräsmarker.